# Bad Schönborn-Kronau
Bad Schönborn-Kronau (niem: Haltepunkt Bad Schönborn-Kronau) – przystanek kolejowy w Bad Schönborn, w regionie Badenia-Wirtembergia, w Niemczech. Znajduje się pobliżu dzielnicy Bad Mingolsheim, w gminie Kronau. Przystanek jest punktem granicznym między Karlsruher Verkehrsverbund (KVV) i Verkehrsverbund Rhein-Neckar (VRN). Od grudnia 2003 roku jest obsługiwany przez linie S3 i S4 S-Bahn Ren-Neckar.
Przystanek jest oznaczony skrótem RBSK. Według klasyfikacji Deutsche Bahn posiada kategorię 6.

## Historia
Linia kolejowa Heidelberg-Bruchsal-Karlsruhe (Baden-Kurpfalz-Bahn) została otwarta dla ruchu 10 kwietnia 1843 początkowo o prześwicie 1600 mm. W Langenbrücken, sąsiednim kurorcie Mingolsheim, stacja została zbudowana w tym samym czasie (obecnie Bad Schönborn Süd). Kilka lat później, linia została rozbudowana do dwóch torów.
Linia ta była nie zgodna z sąsiednimi liniami, ponieważ posiadała inny rozstaw torów i obawiano się utraty lukratywnego tranzytu. Dlatego w 1854 roku w ciągu zaledwie czterech miesięcy zamieniono ją na standardowy rozstaw (1435 mm).
Gminy Mingolsheim i Kronau połączyły siły do budowy stacji, która została wybudowana w latach 1874-1875. Stacja została otwarta w 1875 roku i został nazwana "Mingolsheim". W 1906 roku gmina Kronau, wprowadziła nazwę stacji "Kronau". Tylko w 1920 roku, stacja została przemianowana na "Mingolsheim-Kronau". W dniu 1 stycznia 1971 roku w wyniku reformy dzielnic Mingolsheim i Langenbrücken zostały włączone do nowo powstałego miasta Bad Schönborn, a stacja została nazwana Bad Schönborn-Kronau.
W 2003 roku poprzez integrację Rheintalbahn z Mannheim do Karlsruhe w system sieci S-Bahn, perony stacji zostały zmodernizowane. Otwarcie S-Bahn miało miejsce w ramach inauguracji nowego rozkładu jazdy 2003/2004.
W dniu 2 grudnia 2009 roku umieszczono nowe automaty biletowe.

## Linie kolejowe
- Rheintalbahn